# Dolores Claman
Dolores Claman (née le 6 juillet 1927 à Vancouver, et morte le 17 juillet 2021 en Espagne) est une compositrice et pianiste canadienne. Elle est surtout connue pour la composition, en 1968, du thème musical de La Soirée du hockey, The Hockey Theme. Cet air est souvent considéré comme le second hymne national canadien. Elle a également écrit la musique du film oscarisé A Place to Stand.

## Carrière
Dans les années 1950, Claman compose de la musique pour ITV tout en vivant en Grande-Bretagne. À cette époque, elle écrit aussi des chansons pour des cabarets du West End londonien,. Claman et son partenaire d'écriture, le parolier Richard Morris, ont composé de plus de 3000 ritournelles publicitaires sur une période de 30 ans, et ont remporté plus de 40 prix à l'échelle internationale pour leur travail. Les deux airs les plus connus de Claman, A Place to Stand et The Hockey Theme ont été orchestrés par Jerry Toth.
La popularité du Hockey Theme a donné lieu à de nombreux envois de lettres et d'images de la part d'enfants à Claman au fil des ans. Le 20 juin 2016, Claman a reçu le prix Empreinte culturelle au gala de la SOCAN à Toronto.